# Brandon Brown (cestista 1989)
Brandon Robert Brown (Tacoma, 14 agosto 1989) è un cestista statunitense.

## Palmarès

### Club
- Campionato bulgaro: 1

Balkan Botevgrad: 2018-2019
- Coppa di Israele: 1

Hapoel Gerusalemme: 2023

### Individuale
- Top scorer "La Mobilière" Swiss Basketball League: 1

2016-2017